# Toro Rosso STR4
A Toro Rosso STR4 egy Formula–1-es versenyautó, amit a Scuderia Toro Rosso tervezett és versenyeztetett a 2009-es Formula–1 világbajnokság során. Pilótái Sébastien Buemi és Sébastien Bourdais voltak, majd a szezon második felétől az utóbbit váltó Jaime Alguersuari.

## Áttekintés
Az autó az új szabályoknak megfelelően épült meg: nagyobb első, keskenyebb és magasabban fekvő hátsó szárnyak, radikálisan leegyszerűsített aerodinamika. A motort továbbra is a Ferraritól kapta a csapat, költségcsökkentési okokból az előző évi specifikációt.
A szezonnyitó ausztrál versenyen mindkét pilóta pontszerző helyen ért célba, majd Buemi még Kínában is. Ezt követően a csapat jobbára a pontszerző helyeken kívül ért célba, ha nem estek ki éppen. Bourdais még a monacói nagydíjon ért be pontszerző helyen - a magyar nagydíj hétvégéje előtt csapnivaló teljesítménye miatt (figyelemmel az előző idényre is) lecserélték őt Alguersuarira. Sokkal jobb teljesítményt ő sem nyújtott, a hátralévő futamokon csak háromszor tudott célba érni, és akkor sem pontszerző helyen

## Eredmények
(Táblázat értelmezése)

(Félkövér: pole-pozícióból indult; dőlt: leggyorsabb kört futott) 

| Év   | Csapat              | Motor            | Gumik | Pilóták     | 1   | 2   | 3   | 4   | 5   | 6   | 7   | 8   | 9   | 10  | 11  | 12  | 13  | 14  | 15  | 16  | 17  | Pontok | Helyezés |
| ---- | ------------------- | ---------------- | ----- | ----------- | --- | --- | --- | --- | --- | --- | --- | --- | --- | --- | --- | --- | --- | --- | --- | --- | --- | ------ | -------- |
| 2009 | Scuderia Toro Rosso | Ferrari 056 2008 | B     |             | AUS | MAL | CHN | BHR | ESP | MON | TUR | GBR | GER | HUN | EUR | BEL | ITA | SIN | JPN | BRA | ABU | 8      | 10.      |
| 2009 | Scuderia Toro Rosso | Ferrari 056 2008 | B     | Bourdais    | 8   | 10  | 11  | 13  | KI  | 8   | 18  | KI  | KI  |     |     |     |     |     |     |     |     | 8      | 10.      |
| 2009 | Scuderia Toro Rosso | Ferrari 056 2008 | B     | Alguersuari |     |     |     |     |     |     |     |     |     | 15  | 16  | KI  | KI  | KI  | KI  | 14  | KI  | 8      | 10.      |
| 2009 | Scuderia Toro Rosso | Ferrari 056 2008 | B     | Buemi       | 7   | 16† | 8   | 17  | KI  | KI  | 15  | 18  | 16  | 16  | KI  | 12  | 13  | KI  | KI  | 7   | 8   | 8      | 10.      |

† - nem ért célba, de rangsorolták, mert teljesítette a versenytáv 90 százalékát.
Buemi a biztonsági autó mögött fejezte be az olasz nagydíjat, úgy, hogy követte azt a boxutcába, így a szabályok szerint nem fejezte be a versenyt. Mivel azonban teljesítette a versenytáv 90 százalékát, így rangsorolták.